# Fernand clochard
Pour plus de détails, voir Fiche technique et Distribution.
Fernand clochard est un film français réalisée par Pierre Chevalier, sorti en 1957.

## Fiche technique
- Titre : Fernand clochard
- Réalisation : Pierre Chevalier
- Assistant-réalisateur : Robert Mazoyer
- Scénario : Jean-Pierre Feydeau
- Dialogues : Solange Térac et Pierre Chevalier
- Photographie : Lucien Joulin
- Musique : Marcel Stern
- Son : Julien Coutellier
- Décors : Georges Lévy
- Montage : Louis Devaivre
- Sociétés de production :  Société Technique et Financière de Cinématographie (S.T.F.C.) – Florida Films – Jeannic Films
- Producteur : Henri-André Legrand
- Directeur de production : Maggie Gillet
- Pays :  France
- Format : Noir et blanc - 35 mm - Son mono
- Genre : Comédie
- Durée : 92 minutes
- Date de sortie : 
  - France : 14 août 1957

## Distribution
- Fernand Raynaud : Fernand Ancelin
- Magali de Vendeuil : Ghislaine Laffont-Dubreuilh
- Jean-Marc Tennberg : Jacques, le fiancé
- Renée Devillers : Mme Laffont-Dubreuil
- Paul-Émile Deiber : Ernest, le majordome
- Jean-Pierre Marielle : le psychotechnicien
- Renée Gardès : une bagarreuse
- Germaine Delbat : une commerçante
- Hubert Deschamps : le promeneur
- Paul Mercey : le gendarme
- René Berthier
- Jeanne Daury
- Laurent Dauthuille
- Jean Degrave
- Roger Delaporte
- Christiane Delyne
- Jacqueline Doyen
- Albert Michel
- Jean Droze
- Simone Duhart
- Pierre Duncan
- Édith Ker
- Pierre Leproux
- Henri Maïk
- Michèle Roger